# Oberweissach
Oberweissach ist ein Dorf im baden-württembergischen Rems-Murr-Kreis und seit der Gemeindereform 1971 ein Ortsteil der Gemeinde Weissach im Tal. Der Ort gehört zur Region Stuttgart (bis 1992 Region Mittlerer Neckar) und zur europäischen Metropolregion Stuttgart.

## Geographie
Oberweissach liegt etwa zur Hälfte im Naturpark Schwäbisch-Fränkischer Wald. Zu der ehemaligen Gemeinde gehörten die Weiler Kammerhof und Wattenweiler. 
Umliegende Ortschaften sind Unterbrüden, Lippoldsweiler, Hohnweiler, Bruch, Wattenweiler, Cottenweiler, der Aichholzhof, Viehhaus und Unterweissach (im Uhrzeigersinn).

## Geschichte

### Mittelalter

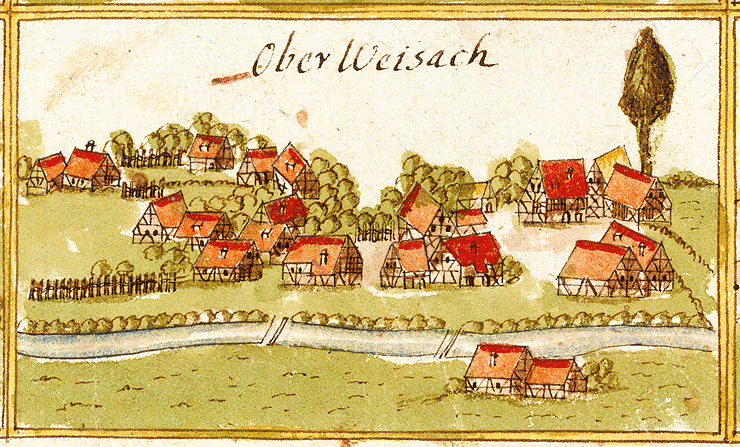
Ober Weisach von Andreas Kieser (1686)

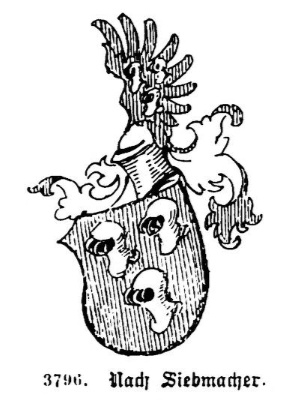
Das Wappen der Herren von Weissach zeigt drei 2:1 angeordnete Kolbenturnierhelme

Indirekt erwähnt wurden Unter- und Oberweissach erstmals als Wizzaha in einer Urkunde von Kaiser Konrad II. aus dem Jahr 1027. Erstmals direkt erwähnt wurde Oberweissach als Wissach superius in einer päpstlichen Urkunde aus dem Jahre 1245. Mit dieser Urkunde bestätigte Papst Innozenz IV. den Besitz und die Privilegien des Augustiner-Chorherrenstifts Backnang in vielen Orten und stellte dieselben unter seinen Schutz. Möglicherweise war Oberweissach ein so genannter Ausbauort von Unterweissach. Für diese Theorie spricht, dass die St. Agatha-Kirche in Unterweissach sehr alt ist, während Oberweissach vermutlich nie eine eigene Kirche hatte. Im 19. Jahrhundert wussten die Oberweissacher noch von einer Kirche in ihrem Ort, jedoch dürfte es sich um eine bescheidene Kapelle gehandelt haben. Die Volkssage wusste auch noch von einem kleinen Schloss der Herren von Weissach im Bereich des heutigen Kammerhofs. Aufgrund der topographischen Lage auf einer Bergnase und wegen des Ortsnamens, der von einer Kemenate (von caminus = Feuerstätte) abgeleitet wird, kann von einem Festen Haus oder von einem befestigten Fronhof ausgegangen werden. Die Herren von Weissach müssen einst ein bedeutendes Geschlecht gewesen sein. Nach der Schwäbischen Chronik (Annales Suevici) von Martin Crusius soll ein Freiherr Rudolph von Weissach mit seiner Frau Gilmetha in Oberweissach gewohnt haben. Rudolph soll bereits um das Jahr 911 Backnang mit einer Mauer befestigt und sein Vermögen der Kirche überlassen haben. Diese Darstellung wurde von Matthäus Merian in seiner Topographia Sueviae übernommen. Allerdings widerspricht dies den erhaltenen Urkunden. Definitiv nachweisbar ist das Geschlecht erstmals in der Mitte des 13. Jahrhunderts. Im Jahr 1253 wird ein Wolfrad von Weissach (Wolfrado de Wyzahe) als Gefolgsmann der Markgrafen von Baden erwähnt. 1262 erscheint ein Wolfgang von Weissach zusammen mit einem Burkhardt Sturmfeder in einer Urkunde des Klosters Gottesaue. 1290 taucht ein Konrad von Weissach (Cunradus de Wizach) auf. Im 14. Jahrhundert wird ein Berthold von Weissach (1344) in einer Urkunde erwähnt. Am 20. Mai 1349 veräußerte Rudolf von Niederweißach (das ist Unterweissach) dem Stift Backnang ein Lehen in Oberweissach. 1358 veräußerten die Frauen Elisabeth und Agnes von Weissach, die als Nonnen im Kloster Mariental lebten, dem Stift Backnang ihre Güter bei Rielingshausen. In einer Wohltäterliste des Stifts Backnang tauchen noch im Jahre 1480 die Herren Eberhard, Berchtold und Rorn von Weissach sowie eine Frau Mayerin von Weissach auf. Danach ist das Geschlecht wohl in der männlichen Linie erloschen. 1439 wurden Oberweissach und Wattenweiler von den Grafen Ludwig und Ulrich von Wirtenberg an die Gebrüder Peter und Wernher Nothaft von Hohenberg verpfändet.

### Neuzeit
1535 wurde im Weissacher Tal die Reformation eingeführt. Im Dreißigjährigen Krieg marschierten im Oktober 1634 kaiserlich-katholische Söldner nach Backnang ein und besetzten auch Oberweissach. Dabei kam es zu durch Plünderungen und zahlreichen Kriegsverbrechen. Mit der Einquartierung von Söldnern wurden auch Seuchen wie die Pest eingeschleppt. 1627 hatte man in Oberweissach noch 127 Einwohner gezählt. 1641 waren von der Einwohnerschaft nur noch 20 Personen am Leben. Viele Oberweissacher dürften verhungert oder an der Pest gestorben sein. Auch nach dem Westfälischen Frieden von 1648 erholte sich die Bevölkerung nur sehr langsam. 1654 zählte Oberweissach wieder 49 Einwohner. 1684 waren es 86 und 1692 95 Personen. Bis zum Ende des 17. Jahrhunderts hatte sich die Bevölkerung in Oberweissach nicht von dem Dreißigjährigen Krieg erholen können. Im Pfälzischen Erbfolgekrieg ab 1693 wurde die Region dann erneut von fremden Heeren verwüstet, diesmal von den Franzosen unter Ezéchiel Comte de Mélac. Erst im 18. Jahrhundert folgte eine relativ friedliche Zeit. 1703 zählte man in Oberweissach und Wattenweiler 108 Einwohner. Bis 1831 wuchs die Zahl auf 345 Personen an.

### 19. Jahrhundert

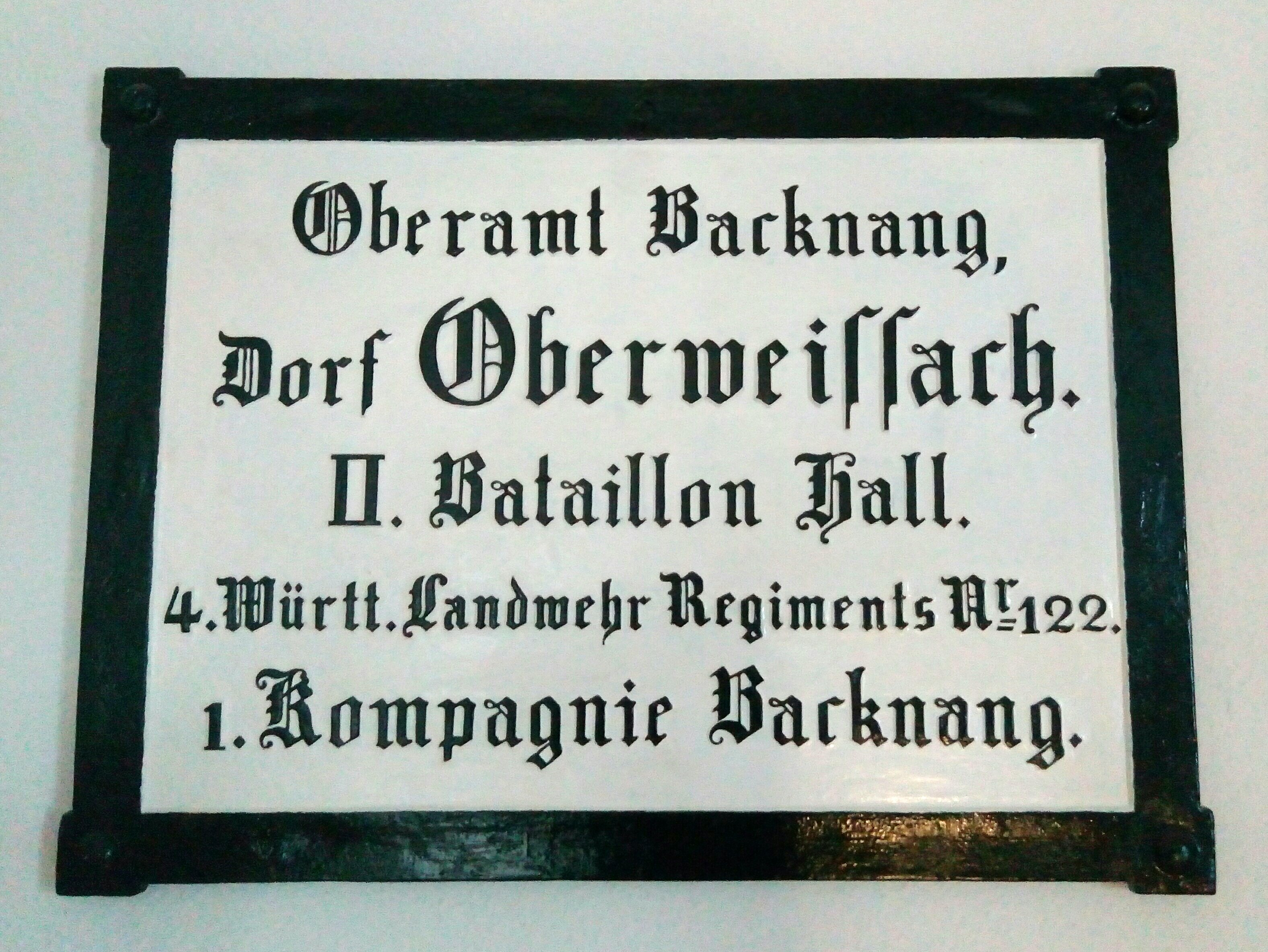
Alte Ortstafel von Oberweisach (aufgestellt 1878)

Anfang des 19. Jahrhunderts kam es aufgrund von Kriegen, Missernten und religiösen Konflikten zu mehreren großen Auswanderungswellen nach Russland, Nord- und Südamerika. 1848 kam es wegen einer erneuten Hungersnot zu Unruhen, die in der Revolution von 1848/49 mündete. Bei der ersten demokratischen Wahl zur Nationalversammlung konnte sich der Murrhardter Schlossermeister Ferdinand Nägele gegen die beiden Unterweissacher Ernst Clemens Bruckmann (Pfarrer) und Carl Johann Enßlin (Landwirt und Schultheiß) durchsetzen.
Ein wichtiger Erwerbszweig war im 19. Jahrhundert die Leinenweberei. Der Weinbau war nicht unbedeutend. Die besten Lagen in Oberweissach waren der Semmlersberg und die Flur Öchsel. Durch die aus Nordamerika eingeschleppte Reblaus gingen im 19. Jahrhundert viele Weinberge zu Grunde. 1832 betrug die Anbaufläche in Oberweissach noch 16,4 Hektar. Bis zum Ersten Weltkrieg waren alle Weinberge in Oberweissach abgegangen.

### 20. Jahrhundert
Im Ersten Weltkrieg hatte Oberweissach 12 Gefallene und Vermisste zu beklagen.
Im Zweiten Weltkrieg kam es am 20. April 1945 zwischen Oberweissach und Wattenweiler im Bereich des heutigen Friedhofs zu einem kurzen Rückzugsgefecht zwischen versprengten Einheiten der deutschen Wehrmacht und Truppen der 100. Infanteriedivision der US-Armee. Dabei wurde ein Landser und ein GI getötet.
Mit der Gemeindereform in Baden-Württemberg sah vor, überall im Land neue Gemeinden mit einer Mindestgröße von 5000, möglichst aber 8000 Einwohnern zu bilden. Grundsätzlich sollte der Zusammenschluss auf freiwilliger Basis geschehen. Auch sollten Traditionen und historische Zusammenhänge berücksichtigt werden. In einem ersten Schritt sollte sich Oberweissach mit Bruch vereinigen. Beide Gemeinden hatten mit Wilhelm Schadt bereits einen gemeinsamen Bürgermeister. Schadt lehnte aber einen Zusammenschluss mit Cottenweiler und Unterweissach ab. Nach einem Bürgerentscheid unterschrieb Bürgermeister Schadt am 15. Juni 1971 die Vereinbarung zur Bildung der neuen Gemeinde Weissach im Tal. Sie entstand am 1. Juli 1971 durch Zusammenschluss der vier Gemeinden Bruch, Cottenweiler, Unterweissach und Oberweissach. Die neue Kommune ging 1973 durch die Kreisreform in Baden-Württemberg vom aufgelösten Landkreis Backnang in den Rems-Murr-Kreis über.

### Einwohnerentwicklung

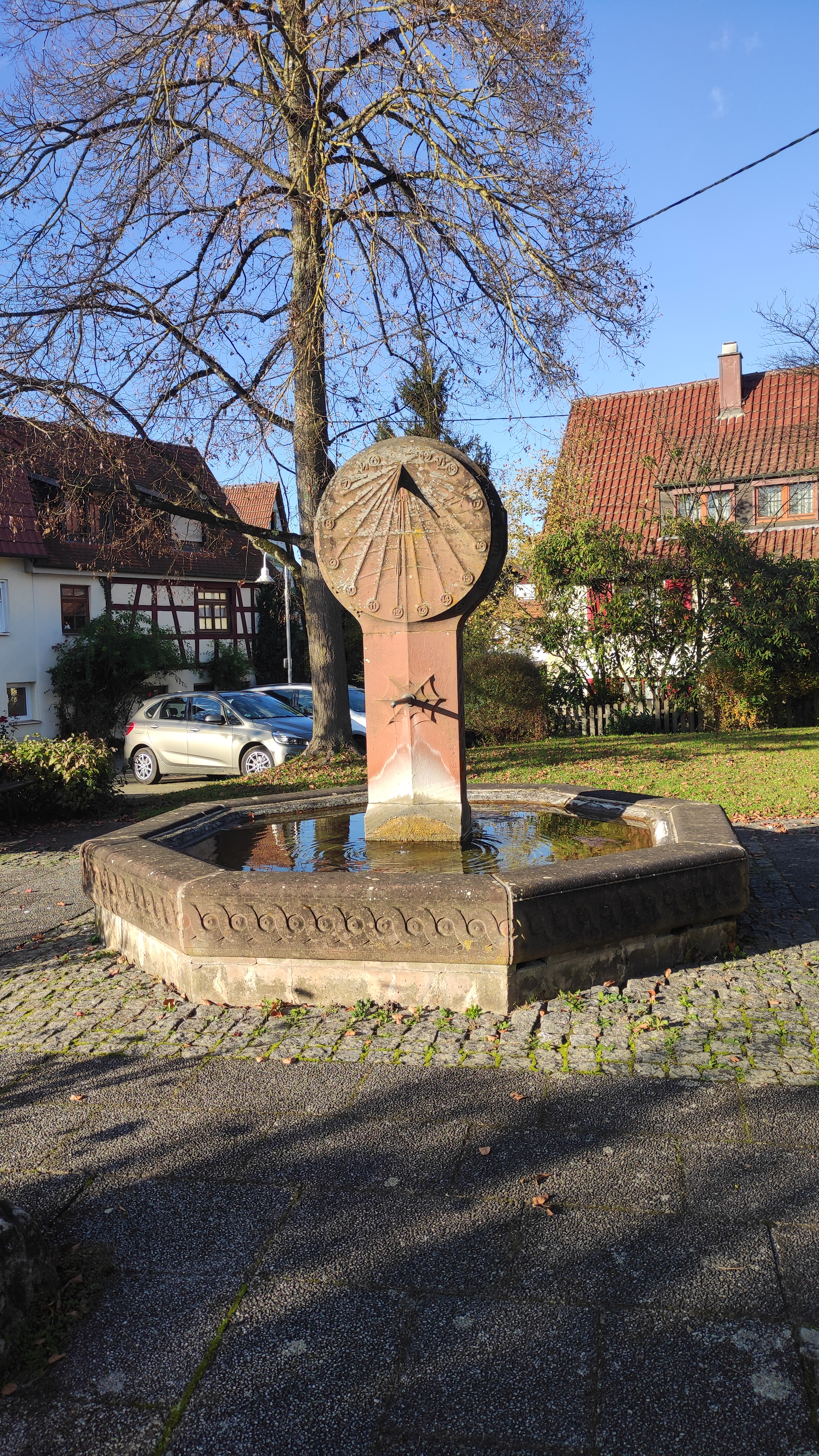
Brunnen mit Sonnenuhr

- 1627: 127
- 1641: 20
- 1654: 49
- 1684: 86
- 1692: 95
- 1703: 108 (mit Wattenweiler)
- 1810: 252[6]
- 1866: 419 (davon 1 Katholik)[7]
- 1871: 408 (davon 3 Katholiken)[8]
- 2024: 1265[9]
- 2025: 1251[10]

## Politik

### Schultheißen und Bürgermeister
Im ländlichen Württemberg stellten die wohlhabenden und angesehenen Landwirte zumeist die Schultheißen, die man daher umgangssprachlich auch Bauraschultes (Bauernschultheiß) nannte. Erst 1930 wurde in Württemberg die Amtsbezeichnung Schultheiß durch Bürgermeister ersetzt.
Liste der Schultheißen und Bürgermeister (unvollständig; Amtszeiten oft unklar):
- 1810: Gottlieb Sanzenbacher[6]
- 1866: Schützle[7]
- 1908: Jakob Sanzenbacher[11]
- 1971: Wilhelm Schadt (in Personalunion mit der Gemeinde Bruch)

### Wappen

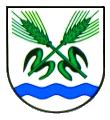
Wappen

Blasonierung: In Weiß über einem erniedrigten blauen Wellenbalken zwei gekreuzte grüne Ähren.
Wappenbegründung: Der blaue Wellenbalken steht für die Weißach, die im ehemaligen Gemeindegebiet aus dem Brucher Bach, dem Däfernbach und dem Glaitenbach entsteht. Die gekreuzten Ähren symbolisieren die Bedeutung der Landwirtschaft in der Altgemeinde Oberweisach.
Mit der Auflösung der Gemeinde Oberweissach im Zuge der baden-württembergischen Gemeindegebietsreform von 1971 ist das Wappen erloschen und wird nur noch von lokalen Vereinen benutzt.

## Sehenswürdigkeiten
- Hohholzstraße: Ökologisch wertvoller Hohlweg, der vermutlich schon zur Römerzeit benutzt wurde.[12]
- Ehemaliges Schul- und Rathaus (Ebniseestraße 47, erbaut 1876).
- Dorfbrunnen mit Sonnenuhr (Künstler Hugo Krautter)
- Oberweissacher Kelter (Hohnweiler Straße 36, erbaut im 16. Jahrhundert).
- Dautelhof (Hohholzstraße 3, historisches Bauernhaus, erbaut 1777).

## Kirche
Kirchlich gehörte Oberweissach stets zu Unterweissach. Erst 1982 entstand in Oberweissach ein modernes Gemeindezentrum (Max-Fischer-Gemeindehaus) mit Kapelle der Evangelischen Kirche. Es ist benannt nach Max Fischer, dem langjährigen Leiter der Bahnauer Bruderschaft.

## Bildungseinrichtungen
In Oberweissach besteht eine Grundschule.

## Vereinsleben
- Schwäbischer Albverein, Ortsgruppe Weissacher Tal (gegründet 1898).

## Persönlichkeiten

### In Oberweissach geboren
- Wilhelm Kleinknecht (1893–1966), Gewerkschaftsfunktionär und Politiker (SPD).